# Naz Elmas
Naz Elmas (* 16. Juni 1983 in Istanbul) ist eine türkische Schauspielerin.

## Leben und Karriere
Elmas wurde am 16. Juni 1983 in Istanbul geboren. Sie studierte an der Yeditepe Üniversitesi.  Ihr Debüt gab sie 2004 in dem Film G.O.R.A. Im selben Jahr spielte sie in Haziran Gecesi die Hauptrolle. 2014 trat sie in Stajyer Mafya auf. 2014 heiratete sie Emre Kıramer. Das Paar ließ sich 2015 scheiden. Außerdem war sie 2017 in Bahtiyar Ölmez zu sehen. 2019 heiratete sie Erol Özmandıracı.

## Filmografie
Filme
- 2004: G.O.R.A.
- 2011: Ya Sonra
- 2014: Stajyer Mafya

Serien
- 2004–2006: Haziran Gecesi
- 2006–2007: Candan Öte
- 2007: El Gibi
- 2008–2009: Doktorlar
- 2009: Nefes
- 2011: Ay Tutulması
- 2011: Bir Ömür Yetmez
- 2012: Ustura Kemal
- 2013: Güzel Çirkin
- 2014: Merhamet
- 2015: Filinta
- 2016: Kördüğüm
- 2017: Bahtiyar Ölmez
- 2019: Eşkıya Dünyaya Hükümdar Olmaz
- 2020: Babam Çok Değişti
- 2022: Evlilik Hakkında Her Şey